# Yomi (juego de cartas)
Yomi: Fighting Card Game (abreviado comúnmente como Yomi) es un juego de cartas creado por David Sirlin inspirado en Super Street Fighter II Turbo, donde también ha trabajado Sirlin. «Yomi» significa lectura en japonés, en el sentido de leer la mente del oponente. El juego de cartas Yomi está diseñado para destilar los juegos mentales de alto nivel presentes en los juegos de lucha a un simple juego de cartas. Dispone de jugabilidad asimétrica, y se utilizan cartas con múltiples opciones.

## Productos dentro de la serie
Existen dos productos dentro de la serie Yomi:
- El set base que cuenta con 10 personajes
- Shadows Expansion que añade otros 10 personajes

Además, existen versiones especiales de aquellas cartas, como las cartas de personaje EX, y mazos de edición especial, como el mazo G. Panda.

### Ediciones
Yomi, incluyendo el set base y la expansión Shadows, ha pasado por varias iteraciones a lo largo de su vida, y se encuentra actualmente en su segunda edición.
La primera edición de Yomi fue lanzada en 2011.
La segunda edición de Yomi, una actualización de la primera edición, cuenta con:
- Varios modos de juego nuevos, incluyendo batallas por equipo de 2 vs. 2 y 3 vs. 3, un modo en solitario contra un oponente automatizado,[6] y un modo 2 vs. 1.[1]
- Cambios menores a las cartas de personaje y algunas mecánicas de juego.[6]

La segunda edición estuvo disponible para su compra a través de una campaña de Kickstarter previa al lanzamiento comercial.

### Versión en línea
Además de ser jugable con cartas físicas, Yomi puede jugarse en línea con oponentes humanos o la IA «yomibot» a través de una aplicación de iOS o Steam.

## Recepción
Jamie Salmon de Nottingham Evening Post comparó a Yomi con un juego de piedra, papel o tijera, incluyendo aspectos de «juegos mentales de adivinanzas».
Matt Thrower de Pocket Gamer llamó al juego de móvil «una novedad mundial en la mezcla de géneros». También ha señalado la complejidad del juego
Kelsey Rinella de Pocket Tactics señaló que la amplitud de personajes significaría que el juego podría requerir mucho tiempo para dominarlo, pero permitiendo a los jugadores elegir cómo abordar el juego. También señaló que se sintió más parecido a un juego de lucha de lo que esperaba.
Chris Carter de TouchArcade escribió: «Sirlin Games ha realizado un estupendo trabajo en asegurarse de que todo se encuentre balanceado, y solo jugar el juego base resulta bastante competitivo».

## Escenario
Yomi transcurre en el universo de Fantasy Strike creado por David Sirlin.

## Jugabilidad
El objetivo de Yomi es similar al de los juegos de lucha competitivos como Super Street Fighter II Turbo. El primer jugador que reduzca los puntos de vida del oponente a 0 ganará.
Existen 5 tipos de cartas disponibles:
- Ataques - vencen a los agarres y los ataques más lentos. Pierden contra los bloqueos y las evasiones.
- Agarres - vencen a los bloqueos y las evasiones, y suelen causar un noqueo. Pierden contra los ataques.
- Bloqueos - vencen a los ataques y permiten robar una carta. Pierden contra los agarres y los ataques cross up.
- Evasiones - vencen a los ataques y permiten un contraataque. Pierden contra los agarres.
- Comodín - vencen a los ataques y los agarres. Pierden contra los bloqueos y las evasiones.

### Secuencia de turnos
El juego es simultáneo para ambos jugadores.
1. Fase de robo (se saltea en el primer turno)
  - Se roba una carta.
2. Fase de combate
  - Los jugadores juegan una carta boca abajo
  - Las cartas de combate se revelan al mismo tiempo
  - Se determina al ganador del combate
  - El perdedor puede jugar un comodín boca abajo para evitar daño extra, una carta «bluff», o descartar su carta de combate para mostrar que salteará este paso.
  - El ganador puede realizar combos en caso de que apliquen
  - Se revela y descarta el comodín/bluff
  - Se descartan las cartas de combate restantes al final del combate
3. Fase de potenciación
  - Cada jugador descarta cartas repetidas para buscar los ases.
  - Puede buscar más ases en caso de haber asestado un combo en ese turno.

## Premios y honores
- 2010 - Tom Vasel's Game of the Year
- 2011 - #12 on Tom Vasel's top 100 games of all time (2011 edition)[12][13]
- 2012 - Bestcovery Best Card Game award